# ريتشارد غانز
ريتشارد غانز (بالألمانية: Richard Gans)‏ هو أستاذ جامعي وفيزيائي ألماني، ولد في 7 مارس 1880 في هامبورغ في ألمانيا، وتوفي في 27 يونيو 1954 في لابلاتا في الأرجنتين.